# Hôtel du Saussay
L'hôtel du Saussay est un hôtel particulier situé à Tours.

## Localisation
L'hôtel est situé au 37 boulevard Béranger et la rue Chanoineau, à Tours.

## Historique
L'hôtel fut construit autour de 1875, possiblement par l'architecte tourangeau Meffre, au 37 boulevard Béranger, pour Louis-Virgile-Raoul du Saussay, député et maire de Fondettes. D'une longue facade, avec un corps de logis central entouré de deux pavillons, il avait de vastes communs et un pavillon de concierge sur la rue Chanoineau, où s'ouvre une porte cochère.
Il est acquis par Eugène Goüin à la fin du XIXe siècle et passa à son décès à sa fille Marie-Cécile Goüin, épouse de Raoul Auvray. Ils l'habitèrent à leur tours et il passe en 1937 à leur fille Valentine Auvray, marquise de Rochambeau. 
En 1938, l'hôtel fut racheté par l'Économie française. Il est démoli en 1966 et laisse la place à un immeuble de logements.
Bien que disparu, l'hôtel du Saussay est recensé à l'inventaire général du patrimoine culturel depuis 1991.

## Sources
- Pierre Leveel, La Touraine disparue: Et ses abords immédiats, 1994